# Tour de France 2019
106. edycja wyścigu kolarskiego Tour de France, która odbyła się w dniach 6–28 lipca 2019 roku. Liczyła 21 etapów o łącznym dystansie 3365,8 km. Wyścig ten zaliczany jest do UCI World Tour 2019.
Ze względu na 50. rocznicę pierwszego zwycięstwa Eddy’ego Merckxa w Tour de France na miasto startowe została wybrana Bruksela.

## Uczestnicy

### Drużyny
W wyścigu wzięły udział 22 ekipy: osiemnaście drużyn należących do UCI WorldTeams oraz cztery zespoły zaproszone przez organizatorów z tzw. "dziką kartą" należące do UCI Professional Continental Teams.
| WorldTeams (18)- AG2R La Mondiale - Astana - Bahrain-Merida - Bora-hansgrohe - CCC Team - Deceuninck-Quick Step - Dimension Data - EF Education First - Groupama-FDJ - Team Jumbo-Visma - Katusha-Alpecin - Lotto Soudal - Mitchelton-Scott - Movistar Team - Ineos - Team Sunweb - Trek-Segafredo - UAE Team Emirates Professional continental teams (4)- Arkéa-Samsic - Cofidis, Solutions Crédits - Total Direct Énergie - Wanty-Groupe Gobert |
| |

### Lista startowa
Na starcie wyścigu stanęło 176 kolarzy, w tym 2 Polaków: Michał Kwiatkowski (Team Ineos) i Łukasz Wiśniowski (CCC Team).
| Team Ineos INS | Team Ineos INS                   | Team Ineos INS |
| -------------- | -------------------------------- | -------------- |
| Nr             | Kolarz                           | Miejsce        |
| 1              | Geraint Thomas (GBR)             | 2.             |
| 2              | Egan Bernal (COL)                | 1.             |
| 3              | Jonathan Castroviejo (ESP) (ITT) | 50.            |
| 4              | Michał Kwiatkowski (POL)         | 83.            |
| 5              | Gianni Moscon (ITA)              | 84.            |
| 6              | Wout Poels (NED)                 | 26.            |
| 7              | Luke Rowe (GBR)                  | DSQ-17         |
| 8              | Dylan van Baarle (NED)           | 46.            |

| Bora-Hansgrohe BOH | Bora-Hansgrohe BOH                  | Bora-Hansgrohe BOH |
| ------------------ | ----------------------------------- | ------------------ |
| Nr                 | Kolarz                              | Miejsce            |
| 11                 | Peter Sagan (SVK)                   | 82.                |
| 12                 | Emanuel Buchmann (GER)              | 4.                 |
| 13                 | Marcus Burghardt (GER)              | 141.               |
| 14                 | Patrick Konrad (AUT) (szosa)        | 35.                |
| 15                 | Gregor Mühlberger (AUT)             | 25.                |
| 16                 | Daniel Oss (ITA)                    | 89.                |
| 17                 | Lukas Pöstlberger (AUT)             | DNS-18             |
| 18                 | Maximilian Schachmann (GER) (szosa) | DNS-14             |

| Deceuninck-Quick Step DQT | Deceuninck-Quick Step DQT         | Deceuninck-Quick Step DQT |
| ------------------------- | --------------------------------- | ------------------------- |
| Nr                        | Kolarz                            | Miejsce                   |
| 21                        | Julian Alaphilippe (FRA)          | 5.                        |
| 22                        | Kasper Asgreen (DEN) (ITT)        | 122.                      |
| 23                        | Dries Devenyns (BEL)              | 97.                       |
| 24                        | Yves Lampaert (BEL)               | 133.                      |
| 25                        | Enric Mas (ESP)                   | 22.                       |
| 26                        | Michael Mørkøv (DEN) (szosa)      | 152.                      |
| 27                        | Maximiliano Richeze (ARG) (szosa) | 149.                      |
| 28                        | Elia Viviani (ITA)                | 130.                      |

| AG2R La Mondiale ALM | AG2R La Mondiale ALM    | AG2R La Mondiale ALM |
| -------------------- | ----------------------- | -------------------- |
| Nr                   | Kolarz                  | Miejsce              |
| 31                   | Romain Bardet (FRA)     | 15.                  |
| 32                   | Mikaël Cherel (FRA)     | 34.                  |
| 33                   | Benoît Cosnefroy (FRA)  | 113.                 |
| 34                   | Mathias Frank (SUI)     | 48.                  |
| 35                   | Tony Gallopin (FRA)     | 56.                  |
| 36                   | Alexis Gougeard (FRA)   | 115.                 |
| 37                   | Oliver Naesen (BEL)     | 68.                  |
| 38                   | Alexis Vuillermoz (FRA) | 41.                  |

| Bahrain-Merida TBM | Bahrain-Merida TBM        | Bahrain-Merida TBM |
| ------------------ | ------------------------- | ------------------ |
| Nr                 | Kolarz                    | Miejsce            |
| 41                 | Vincenzo Nibali (ITA)     | 39.                |
| 42                 | Damiano Caruso (ITA)      | 58.                |
| 43                 | Sonny Colbrelli (ITA)     | 85.                |
| 44                 | Rohan Dennis (AUS) (ITT)  | DNF-12             |
| 45                 | Iván García Cortina (ESP) | 114.               |
| 46                 | Matej Mohorič (SLO)       | 119.               |
| 47                 | Dylan Teuns (BEL)         | 44.                |
| 48                 | Jan Tratnik (SLO)         | 93.                |

| Groupama-FDJ GFC | Groupama-FDJ GFC                    | Groupama-FDJ GFC |
| ---------------- | ----------------------------------- | ---------------- |
| Nr               | Kolarz                              | Miejsce          |
| 51               | Thibaut Pinot (FRA)                 | DNF-19           |
| 52               | William Bonnet (FRA)                | 143.             |
| 53               | David Gaudu (FRA)                   | 13.              |
| 54               | Stefan Küng (SUI) (ITT)             | 96.              |
| 55               | Matthieu Ladagnous (FRA)            | 126.             |
| 56               | Rudy Molard (FRA)                   | 33.              |
| 57               | Sébastien Reichenbach (SUI) (szosa) | 17.              |
| 58               | Anthony Roux (FRA)                  | 102.             |

| Movistar Team MOV | Movistar Team MOV                | Movistar Team MOV |
| ----------------- | -------------------------------- | ----------------- |
| Nr                | Kolarz                           | Miejsce           |
| 61                | Nairo Quintana (COL)             | 8.                |
| 62                | Alejandro Valverde (ESP) (szosa) | 9.                |
| 63                | Andrey Amador (CRC)              | 55.               |
| 64                | Imanol Erviti (ESP)              | 99.               |
| 65                | Mikel Landa (ESP)                | 6.                |
| 66                | Nelson Oliveira (POR)            | 79.               |
| 67                | Marc Soler (ESP)                 | 37.               |
| 68                | Carlos Verona (ESP)              | 105.              |

| Astana AST | Astana AST                           | Astana AST |
| ---------- | ------------------------------------ | ---------- |
| Nr         | Kolarz                               | Miejsce    |
| 71         | Jakob Fuglsang (DEN)                 | DNF-16     |
| 72         | Pello Bilbao (ESP)                   | 54.        |
| 73         | Omar Fraile (ESP)                    | 71.        |
| 74         | Hugo Houle (CAN)                     | 91.        |
| 75         | Gorka Izagirre (ESP)                 | 42.        |
| 76         | Aleksiej Łucenko (KAZ) (szosa i ITT) | 19.        |
| 77         | Magnus Cort Nielsen (DEN)            | 104.       |
| 78         | Luis León Sánchez (ESP)              | DNS-17     |

| Team Jumbo-Visma TJV | Team Jumbo-Visma TJV                | Team Jumbo-Visma TJV |
| -------------------- | ----------------------------------- | -------------------- |
| Nr                   | Kolarz                              | Miejsce              |
| 81                   | Steven Kruijswijk (NED)             | 3.                   |
| 82                   | George Bennett (NZL)                | 24.                  |
| 83                   | Laurens De Plus (BEL)               | 23.                  |
| 84                   | Dylan Groenewegen (NED)             | 145.                 |
| 85                   | Amund Grøndahl Jansen (NOR) (szosa) | 140.                 |
| 86                   | Tony Martin (GER) (ITT)             | DSQ-17               |
| 87                   | Mike Teunissen (NED)                | 101.                 |
| 88                   | Wout van Aert (BEL) (ITT)           | DNF-13               |

| EF Education First EF1 | EF Education First EF1    | EF Education First EF1 |
| ---------------------- | ------------------------- | ---------------------- |
| Nr                     | Kolarz                    | Miejsce                |
| 91                     | Rigoberto Urán (COL)      | 7.                     |
| 92                     | Alberto Bettiol (ITA)     | 69.                    |
| 93                     | Simon Clarke (AUS)        | 61.                    |
| 94                     | Tanel Kangert (EST)       | 27.                    |
| 95                     | Sebastian Langeveld (NED) | 155.                   |
| 96                     | Thomas Scully (NZL)       | 135.                   |
| 97                     | Tejay van Garderen (USA)  | DNS-8                  |
| 98                     | Michael Woods (CAN)       | 32.                    |

| Mitchelton-Scott MTS | Mitchelton-Scott MTS            | Mitchelton-Scott MTS |
| -------------------- | ------------------------------- | -------------------- |
| Nr                   | Kolarz                          | Miejsce              |
| 101                  | Adam Yates (GBR)                | 29.                  |
| 102                  | Luke Durbridge (AUS) (ITT)      | 109.                 |
| 103                  | Jack Haig (AUS)                 | 38.                  |
| 104                  | Michael Hepburn (AUS)           | 146.                 |
| 105                  | Daryl Impey (RSA) (szosa i ITT) | 72.                  |
| 106                  | Christopher Juul-Jensen (DEN)   | 112.                 |
| 107                  | Matteo Trentin (ITA) (szosa)    | 52.                  |
| 108                  | Simon Yates (GBR)               | 49.                  |

| CCC Team CCC | CCC Team CCC               | CCC Team CCC |
| ------------ | -------------------------- | ------------ |
| Nr           | Kolarz                     | Miejsce      |
| 111          | Greg Van Avermaet (BEL)    | 36.          |
| 112          | Patrick Bevin (NZL) (ITT)  | DNS-6        |
| 113          | Alessandro De Marchi (ITA) | DNF-9        |
| 114          | Simon Geschke (GER)        | 63.          |
| 115          | Serge Pauwels (BEL)        | 77.          |
| 116          | Joseph Rosskopf (USA)      | 73.          |
| 117          | Michael Schär (SUI)        | 70.          |
| 118          | Łukasz Wiśniowski (POL)    | 127.         |

| UAE Team Emirates UAD | UAE Team Emirates UAD      | UAE Team Emirates UAD |
| --------------------- | -------------------------- | --------------------- |
| Nr                    | Kolarz                     | Miejsce               |
| 121                   | Daniel Martin (IRL)        | 18.                   |
| 122                   | Fabio Aru (ITA)            | 14.                   |
| 123                   | Sven Erik Bystrøm (NOR)    | 110.                  |
| 124                   | Rui Costa (POR)            | 53.                   |
| 125                   | Sergio Henao (COL)         | 47.                   |
| 126                   | Alexander Kristoff (NOR)   | 139.                  |
| 127                   | Vegard Stake Laengen (NOR) | 107.                  |
| 128                   | Jasper Philipsen (BEL)     | DNS-12                |

| Trek-Segafredo TFS | Trek-Segafredo TFS       | Trek-Segafredo TFS |
| ------------------ | ------------------------ | ------------------ |
| Nr                 | Kolarz                   | Miejsce            |
| 131                | Richie Porte (AUS)       | 11.                |
| 132                | Julien Bernard (FRA)     | 30.                |
| 133                | Giulio Ciccone (ITA)     | 31.                |
| 134                | Koen de Kort (NED)       | 125.               |
| 135                | Fabio Felline (ITA)      | 65.                |
| 136                | Bauke Mollema (NED)      | 28.                |
| 137                | Toms Skujiņš (LAT) (ITT) | 81.                |
| 138                | Jasper Stuyven (BEL)     | 43.                |

| Team Sunweb SUN | Team Sunweb SUN            | Team Sunweb SUN |
| --------------- | -------------------------- | --------------- |
| Nr              | Kolarz                     | Miejsce         |
| 141             | Michael Matthews (AUS)     | 67.             |
| 142             | Nikias Arndt (GER)         | 116.            |
| 143             | Cees Bol (NED)             | DNS-17          |
| 144             | Chad Haga (USA)            | 134.            |
| 145             | Lennard Kämna (GER)        | 40.             |
| 146             | Wilco Kelderman (NED)      | DNS-16          |
| 147             | Søren Kragh Andersen (DEN) | DNS-18          |
| 148             | Nicolas Roche (IRL)        | 45.             |

| Cofidis, Solutions Crédits COF | Cofidis, Solutions Crédits COF | Cofidis, Solutions Crédits COF |
| ------------------------------ | ------------------------------ | ------------------------------ |
| Nr                             | Kolarz                         | Miejsce                        |
| 151                            | Christophe Laporte (FRA)       | DNF-8                          |
| 152                            | Natnael Berhane (ERI) (szosa)  | 86.                            |
| 153                            | Nicolas Edet (FRA)             | DNF-6                          |
| 154                            | Jesús Herrada (ESP)            | 20.                            |
| 155                            | Anthony Perez (FRA)            | 87.                            |
| 156                            | Pierre-Luc Périchon (FRA)      | 57.                            |
| 157                            | Stéphane Rossetto (FRA)        | 100.                           |
| 158                            | Julien Simon (FRA)             | 108.                           |

| Lotto-Soudal LTS | Lotto-Soudal LTS      | Lotto-Soudal LTS |
| ---------------- | --------------------- | ---------------- |
| Nr               | Kolarz                | Miejsce          |
| 161              | Caleb Ewan (AUS)      | 132.             |
| 162              | Tiesj Benoot (BEL)    | 59.              |
| 163              | Jasper De Buyst (BEL) | 118.             |
| 164              | Thomas De Gendt (BEL) | 60.              |
| 165              | Jens Keukeleire (BEL) | 98.              |
| 166              | Roger Kluge (GER)     | 150.             |
| 167              | Maxime Monfort (BEL)  | 142.             |
| 168              | Tim Wellens (BEL)     | 94.              |

| Total Direct Énergie TDE | Total Direct Énergie TDE  | Total Direct Énergie TDE |
| ------------------------ | ------------------------- | ------------------------ |
| Nr                       | Kolarz                    | Miejsce                  |
| 171                      | Lilian Calmejane (FRA)    | 106.                     |
| 172                      | Niccolò Bonifazio (ITA)   | 137.                     |
| 173                      | Fabien Grellier (FRA)     | 121.                     |
| 174                      | Paul Ourselin (FRA)       | 95.                      |
| 175                      | Romain Sicard (FRA)       | 80.                      |
| 176                      | Rein Taaramäe (EST) (ITT) | 66.                      |
| 177                      | Niki Terpstra (NED)       | DNF-11                   |
| 178                      | Anthony Turgis (FRA)      | 131.                     |

| Katusha-Alpecin TKA | Katusha-Alpecin TKA        | Katusha-Alpecin TKA |
| ------------------- | -------------------------- | ------------------- |
| Nr                  | Kolarz                     | Miejsce             |
| 181                 | Ilnur Zakarin (RUS)        | 51.                 |
| 182                 | Jens Debusschere (BEL)     | 153.                |
| 183                 | Alex Dowsett (GBR) (ITT)   | 151.                |
| 184                 | José Gonçalves (POR) (ITT) | 128.                |
| 185                 | Marco Haller (AUT)         | 148.                |
| 186                 | Nils Politt (GER)          | 64.                 |
| 187                 | Mads Würtz Schmidt (DEN)   | 117.                |
| 188                 | Rick Zabel (GER)           | DNS-11              |

| Wanty-Gobert WGG | Wanty-Gobert WGG           | Wanty-Gobert WGG |
| ---------------- | -------------------------- | ---------------- |
| Nr               | Kolarz                     | Miejsce          |
| 191              | Guillaume Martin (FRA)     | 12.              |
| 192              | Frederik Backaert (BEL)    | 120.             |
| 193              | Aimé De Gendt (BEL)        | 136.             |
| 194              | Odd Christian Eiking (NOR) | 111.             |
| 195              | Xandro Meurisse (BEL)      | 21.              |
| 196              | Yoann Offredo (FRA)        | 154.             |
| 197              | Andrea Pasqualon (ITA)     | 88.              |
| 198              | Kévin Van Melsen (BEL)     | 138.             |

| Dimension Data TDD | Dimension Data TDD                | Dimension Data TDD |
| ------------------ | --------------------------------- | ------------------ |
| Nr                 | Kolarz                            | Miejsce            |
| 201                | Edvald Boasson Hagen (NOR)        | 76.                |
| 202                | Lars Bak (DEN)                    | 147.               |
| 203                | Steve Cummings (GBR)              | 129.               |
| 204                | Reinardt Janse van Rensburg (RSA) | 124.               |
| 205                | Ben King (USA)                    | 62.                |
| 206                | Roman Kreuziger (CZE)             | 16.                |
| 207                | Giacomo Nizzolo (ITA)             | DNF-12             |
| 208                | Michael Valgren (DEN)             | 75.                |

| Arkéa-Samsic PCB | Arkéa-Samsic PCB             | Arkéa-Samsic PCB |
| ---------------- | ---------------------------- | ---------------- |
| Nr               | Kolarz                       | Miejsce          |
| 211              | Warren Barguil (FRA) (szosa) | 10.              |
| 212              | Maxime Bouet (FRA)           | 74.              |
| 213              | Anthony Delaplace (FRA)      | 90.              |
| 214              | Élie Gesbert (FRA)           | 78.              |
| 215              | André Greipel (GER)          | 144.             |
| 216              | Kévin Ledanois (FRA)         | 103.             |
| 217              | Amaël Moinard (FRA)          | 92.              |
| 218              | Florian Vachon (FRA)         | 123.             |

| Team Ineos INS | Team Ineos INS                   | Team Ineos INS |
| -------------- | -------------------------------- | -------------- |
| Nr             | Kolarz                           | Miejsce        |
| 1              | Geraint Thomas (GBR)             | 2.             |
| 2              | Egan Bernal (COL)                | 1.             |
| 3              | Jonathan Castroviejo (ESP) (ITT) | 50.            |
| 4              | Michał Kwiatkowski (POL)         | 83.            |
| 5              | Gianni Moscon (ITA)              | 84.            |
| 6              | Wout Poels (NED)                 | 26.            |
| 7              | Luke Rowe (GBR)                  | DSQ-17         |
| 8              | Dylan van Baarle (NED)           | 46.            |

| Bora-Hansgrohe BOH | Bora-Hansgrohe BOH                  | Bora-Hansgrohe BOH |
| ------------------ | ----------------------------------- | ------------------ |
| Nr                 | Kolarz                              | Miejsce            |
| 11                 | Peter Sagan (SVK)                   | 82.                |
| 12                 | Emanuel Buchmann (GER)              | 4.                 |
| 13                 | Marcus Burghardt (GER)              | 141.               |
| 14                 | Patrick Konrad (AUT) (szosa)        | 35.                |
| 15                 | Gregor Mühlberger (AUT)             | 25.                |
| 16                 | Daniel Oss (ITA)                    | 89.                |
| 17                 | Lukas Pöstlberger (AUT)             | DNS-18             |
| 18                 | Maximilian Schachmann (GER) (szosa) | DNS-14             |

| Deceuninck-Quick Step DQT | Deceuninck-Quick Step DQT         | Deceuninck-Quick Step DQT |
| ------------------------- | --------------------------------- | ------------------------- |
| Nr                        | Kolarz                            | Miejsce                   |
| 21                        | Julian Alaphilippe (FRA)          | 5.                        |
| 22                        | Kasper Asgreen (DEN) (ITT)        | 122.                      |
| 23                        | Dries Devenyns (BEL)              | 97.                       |
| 24                        | Yves Lampaert (BEL)               | 133.                      |
| 25                        | Enric Mas (ESP)                   | 22.                       |
| 26                        | Michael Mørkøv (DEN) (szosa)      | 152.                      |
| 27                        | Maximiliano Richeze (ARG) (szosa) | 149.                      |
| 28                        | Elia Viviani (ITA)                | 130.                      |

| AG2R La Mondiale ALM | AG2R La Mondiale ALM    | AG2R La Mondiale ALM |
| -------------------- | ----------------------- | -------------------- |
| Nr                   | Kolarz                  | Miejsce              |
| 31                   | Romain Bardet (FRA)     | 15.                  |
| 32                   | Mikaël Cherel (FRA)     | 34.                  |
| 33                   | Benoît Cosnefroy (FRA)  | 113.                 |
| 34                   | Mathias Frank (SUI)     | 48.                  |
| 35                   | Tony Gallopin (FRA)     | 56.                  |
| 36                   | Alexis Gougeard (FRA)   | 115.                 |
| 37                   | Oliver Naesen (BEL)     | 68.                  |
| 38                   | Alexis Vuillermoz (FRA) | 41.                  |

| Bahrain-Merida TBM | Bahrain-Merida TBM        | Bahrain-Merida TBM |
| ------------------ | ------------------------- | ------------------ |
| Nr                 | Kolarz                    | Miejsce            |
| 41                 | Vincenzo Nibali (ITA)     | 39.                |
| 42                 | Damiano Caruso (ITA)      | 58.                |
| 43                 | Sonny Colbrelli (ITA)     | 85.                |
| 44                 | Rohan Dennis (AUS) (ITT)  | DNF-12             |
| 45                 | Iván García Cortina (ESP) | 114.               |
| 46                 | Matej Mohorič (SLO)       | 119.               |
| 47                 | Dylan Teuns (BEL)         | 44.                |
| 48                 | Jan Tratnik (SLO)         | 93.                |

| Groupama-FDJ GFC | Groupama-FDJ GFC                    | Groupama-FDJ GFC |
| ---------------- | ----------------------------------- | ---------------- |
| Nr               | Kolarz                              | Miejsce          |
| 51               | Thibaut Pinot (FRA)                 | DNF-19           |
| 52               | William Bonnet (FRA)                | 143.             |
| 53               | David Gaudu (FRA)                   | 13.              |
| 54               | Stefan Küng (SUI) (ITT)             | 96.              |
| 55               | Matthieu Ladagnous (FRA)            | 126.             |
| 56               | Rudy Molard (FRA)                   | 33.              |
| 57               | Sébastien Reichenbach (SUI) (szosa) | 17.              |
| 58               | Anthony Roux (FRA)                  | 102.             |

| Movistar Team MOV | Movistar Team MOV                | Movistar Team MOV |
| ----------------- | -------------------------------- | ----------------- |
| Nr                | Kolarz                           | Miejsce           |
| 61                | Nairo Quintana (COL)             | 8.                |
| 62                | Alejandro Valverde (ESP) (szosa) | 9.                |
| 63                | Andrey Amador (CRC)              | 55.               |
| 64                | Imanol Erviti (ESP)              | 99.               |
| 65                | Mikel Landa (ESP)                | 6.                |
| 66                | Nelson Oliveira (POR)            | 79.               |
| 67                | Marc Soler (ESP)                 | 37.               |
| 68                | Carlos Verona (ESP)              | 105.              |

| Astana AST | Astana AST                           | Astana AST |
| ---------- | ------------------------------------ | ---------- |
| Nr         | Kolarz                               | Miejsce    |
| 71         | Jakob Fuglsang (DEN)                 | DNF-16     |
| 72         | Pello Bilbao (ESP)                   | 54.        |
| 73         | Omar Fraile (ESP)                    | 71.        |
| 74         | Hugo Houle (CAN)                     | 91.        |
| 75         | Gorka Izagirre (ESP)                 | 42.        |
| 76         | Aleksiej Łucenko (KAZ) (szosa i ITT) | 19.        |
| 77         | Magnus Cort Nielsen (DEN)            | 104.       |
| 78         | Luis León Sánchez (ESP)              | DNS-17     |

| Team Jumbo-Visma TJV | Team Jumbo-Visma TJV                | Team Jumbo-Visma TJV |
| -------------------- | ----------------------------------- | -------------------- |
| Nr                   | Kolarz                              | Miejsce              |
| 81                   | Steven Kruijswijk (NED)             | 3.                   |
| 82                   | George Bennett (NZL)                | 24.                  |
| 83                   | Laurens De Plus (BEL)               | 23.                  |
| 84                   | Dylan Groenewegen (NED)             | 145.                 |
| 85                   | Amund Grøndahl Jansen (NOR) (szosa) | 140.                 |
| 86                   | Tony Martin (GER) (ITT)             | DSQ-17               |
| 87                   | Mike Teunissen (NED)                | 101.                 |
| 88                   | Wout van Aert (BEL) (ITT)           | DNF-13               |

| EF Education First EF1 | EF Education First EF1    | EF Education First EF1 |
| ---------------------- | ------------------------- | ---------------------- |
| Nr                     | Kolarz                    | Miejsce                |
| 91                     | Rigoberto Urán (COL)      | 7.                     |
| 92                     | Alberto Bettiol (ITA)     | 69.                    |
| 93                     | Simon Clarke (AUS)        | 61.                    |
| 94                     | Tanel Kangert (EST)       | 27.                    |
| 95                     | Sebastian Langeveld (NED) | 155.                   |
| 96                     | Thomas Scully (NZL)       | 135.                   |
| 97                     | Tejay van Garderen (USA)  | DNS-8                  |
| 98                     | Michael Woods (CAN)       | 32.                    |

| Mitchelton-Scott MTS | Mitchelton-Scott MTS            | Mitchelton-Scott MTS |
| -------------------- | ------------------------------- | -------------------- |
| Nr                   | Kolarz                          | Miejsce              |
| 101                  | Adam Yates (GBR)                | 29.                  |
| 102                  | Luke Durbridge (AUS) (ITT)      | 109.                 |
| 103                  | Jack Haig (AUS)                 | 38.                  |
| 104                  | Michael Hepburn (AUS)           | 146.                 |
| 105                  | Daryl Impey (RSA) (szosa i ITT) | 72.                  |
| 106                  | Christopher Juul-Jensen (DEN)   | 112.                 |
| 107                  | Matteo Trentin (ITA) (szosa)    | 52.                  |
| 108                  | Simon Yates (GBR)               | 49.                  |

| CCC Team CCC | CCC Team CCC               | CCC Team CCC |
| ------------ | -------------------------- | ------------ |
| Nr           | Kolarz                     | Miejsce      |
| 111          | Greg Van Avermaet (BEL)    | 36.          |
| 112          | Patrick Bevin (NZL) (ITT)  | DNS-6        |
| 113          | Alessandro De Marchi (ITA) | DNF-9        |
| 114          | Simon Geschke (GER)        | 63.          |
| 115          | Serge Pauwels (BEL)        | 77.          |
| 116          | Joseph Rosskopf (USA)      | 73.          |
| 117          | Michael Schär (SUI)        | 70.          |
| 118          | Łukasz Wiśniowski (POL)    | 127.         |

| UAE Team Emirates UAD | UAE Team Emirates UAD      | UAE Team Emirates UAD |
| --------------------- | -------------------------- | --------------------- |
| Nr                    | Kolarz                     | Miejsce               |
| 121                   | Daniel Martin (IRL)        | 18.                   |
| 122                   | Fabio Aru (ITA)            | 14.                   |
| 123                   | Sven Erik Bystrøm (NOR)    | 110.                  |
| 124                   | Rui Costa (POR)            | 53.                   |
| 125                   | Sergio Henao (COL)         | 47.                   |
| 126                   | Alexander Kristoff (NOR)   | 139.                  |
| 127                   | Vegard Stake Laengen (NOR) | 107.                  |
| 128                   | Jasper Philipsen (BEL)     | DNS-12                |

| Trek-Segafredo TFS | Trek-Segafredo TFS       | Trek-Segafredo TFS |
| ------------------ | ------------------------ | ------------------ |
| Nr                 | Kolarz                   | Miejsce            |
| 131                | Richie Porte (AUS)       | 11.                |
| 132                | Julien Bernard (FRA)     | 30.                |
| 133                | Giulio Ciccone (ITA)     | 31.                |
| 134                | Koen de Kort (NED)       | 125.               |
| 135                | Fabio Felline (ITA)      | 65.                |
| 136                | Bauke Mollema (NED)      | 28.                |
| 137                | Toms Skujiņš (LAT) (ITT) | 81.                |
| 138                | Jasper Stuyven (BEL)     | 43.                |

| Team Sunweb SUN | Team Sunweb SUN            | Team Sunweb SUN |
| --------------- | -------------------------- | --------------- |
| Nr              | Kolarz                     | Miejsce         |
| 141             | Michael Matthews (AUS)     | 67.             |
| 142             | Nikias Arndt (GER)         | 116.            |
| 143             | Cees Bol (NED)             | DNS-17          |
| 144             | Chad Haga (USA)            | 134.            |
| 145             | Lennard Kämna (GER)        | 40.             |
| 146             | Wilco Kelderman (NED)      | DNS-16          |
| 147             | Søren Kragh Andersen (DEN) | DNS-18          |
| 148             | Nicolas Roche (IRL)        | 45.             |

| Cofidis, Solutions Crédits COF | Cofidis, Solutions Crédits COF | Cofidis, Solutions Crédits COF |
| ------------------------------ | ------------------------------ | ------------------------------ |
| Nr                             | Kolarz                         | Miejsce                        |
| 151                            | Christophe Laporte (FRA)       | DNF-8                          |
| 152                            | Natnael Berhane (ERI) (szosa)  | 86.                            |
| 153                            | Nicolas Edet (FRA)             | DNF-6                          |
| 154                            | Jesús Herrada (ESP)            | 20.                            |
| 155                            | Anthony Perez (FRA)            | 87.                            |
| 156                            | Pierre-Luc Périchon (FRA)      | 57.                            |
| 157                            | Stéphane Rossetto (FRA)        | 100.                           |
| 158                            | Julien Simon (FRA)             | 108.                           |

| Lotto-Soudal LTS | Lotto-Soudal LTS      | Lotto-Soudal LTS |
| ---------------- | --------------------- | ---------------- |
| Nr               | Kolarz                | Miejsce          |
| 161              | Caleb Ewan (AUS)      | 132.             |
| 162              | Tiesj Benoot (BEL)    | 59.              |
| 163              | Jasper De Buyst (BEL) | 118.             |
| 164              | Thomas De Gendt (BEL) | 60.              |
| 165              | Jens Keukeleire (BEL) | 98.              |
| 166              | Roger Kluge (GER)     | 150.             |
| 167              | Maxime Monfort (BEL)  | 142.             |
| 168              | Tim Wellens (BEL)     | 94.              |

| Total Direct Énergie TDE | Total Direct Énergie TDE  | Total Direct Énergie TDE |
| ------------------------ | ------------------------- | ------------------------ |
| Nr                       | Kolarz                    | Miejsce                  |
| 171                      | Lilian Calmejane (FRA)    | 106.                     |
| 172                      | Niccolò Bonifazio (ITA)   | 137.                     |
| 173                      | Fabien Grellier (FRA)     | 121.                     |
| 174                      | Paul Ourselin (FRA)       | 95.                      |
| 175                      | Romain Sicard (FRA)       | 80.                      |
| 176                      | Rein Taaramäe (EST) (ITT) | 66.                      |
| 177                      | Niki Terpstra (NED)       | DNF-11                   |
| 178                      | Anthony Turgis (FRA)      | 131.                     |

| Katusha-Alpecin TKA | Katusha-Alpecin TKA        | Katusha-Alpecin TKA |
| ------------------- | -------------------------- | ------------------- |
| Nr                  | Kolarz                     | Miejsce             |
| 181                 | Ilnur Zakarin (RUS)        | 51.                 |
| 182                 | Jens Debusschere (BEL)     | 153.                |
| 183                 | Alex Dowsett (GBR) (ITT)   | 151.                |
| 184                 | José Gonçalves (POR) (ITT) | 128.                |
| 185                 | Marco Haller (AUT)         | 148.                |
| 186                 | Nils Politt (GER)          | 64.                 |
| 187                 | Mads Würtz Schmidt (DEN)   | 117.                |
| 188                 | Rick Zabel (GER)           | DNS-11              |

| Wanty-Gobert WGG | Wanty-Gobert WGG           | Wanty-Gobert WGG |
| ---------------- | -------------------------- | ---------------- |
| Nr               | Kolarz                     | Miejsce          |
| 191              | Guillaume Martin (FRA)     | 12.              |
| 192              | Frederik Backaert (BEL)    | 120.             |
| 193              | Aimé De Gendt (BEL)        | 136.             |
| 194              | Odd Christian Eiking (NOR) | 111.             |
| 195              | Xandro Meurisse (BEL)      | 21.              |
| 196              | Yoann Offredo (FRA)        | 154.             |
| 197              | Andrea Pasqualon (ITA)     | 88.              |
| 198              | Kévin Van Melsen (BEL)     | 138.             |

| Dimension Data TDD | Dimension Data TDD                | Dimension Data TDD |
| ------------------ | --------------------------------- | ------------------ |
| Nr                 | Kolarz                            | Miejsce            |
| 201                | Edvald Boasson Hagen (NOR)        | 76.                |
| 202                | Lars Bak (DEN)                    | 147.               |
| 203                | Steve Cummings (GBR)              | 129.               |
| 204                | Reinardt Janse van Rensburg (RSA) | 124.               |
| 205                | Ben King (USA)                    | 62.                |
| 206                | Roman Kreuziger (CZE)             | 16.                |
| 207                | Giacomo Nizzolo (ITA)             | DNF-12             |
| 208                | Michael Valgren (DEN)             | 75.                |

| Arkéa-Samsic PCB | Arkéa-Samsic PCB             | Arkéa-Samsic PCB |
| ---------------- | ---------------------------- | ---------------- |
| Nr               | Kolarz                       | Miejsce          |
| 211              | Warren Barguil (FRA) (szosa) | 10.              |
| 212              | Maxime Bouet (FRA)           | 74.              |
| 213              | Anthony Delaplace (FRA)      | 90.              |
| 214              | Élie Gesbert (FRA)           | 78.              |
| 215              | André Greipel (GER)          | 144.             |
| 216              | Kévin Ledanois (FRA)         | 103.             |
| 217              | Amaël Moinard (FRA)          | 92.              |
| 218              | Florian Vachon (FRA)         | 123.             |

Legenda: DNF - nie ukończył etapu, HD - przekroczył limit czasu, NP - nie wystartował do etapu, DQ - zdyskwalifikowany. Numer przy skrócie oznacza etap, na którym kolarz opuścił wyścig.

## Etapy
Wyścig rozpoczął się 6 lipca w Brukseli, a zakończył się 28 lipca w Paryżu. W sumie kolarze pokonali 3365,8 km podczas 21 etapów, w tym drużynowej jazdy na czas na drugim etapie i indywidualnej jazdy na czas na trzynastym etapie.
| Etap | Data   | Start – Meta                                | type                       | Dystans (km) | Zwycięzca etapu      | Lider              |
| ---- | ------ | ------------------------------------------- | -------------------------- | ------------ | -------------------- | ------------------ |
| 1    | 6 lip  | Bruksela – Bruksela                         | płaski                     | 194,5        | Mike Teunissen       | Mike Teunissen     |
| 2    | 7 lip  | Bruksela – Bruksela                         | jazda drużynowa na czas    | 27,6         | Team Jumbo-Visma     | Mike Teunissen     |
| 3    | 8 lip  | Binche – Épernay                            | pagórkowaty                | 215          | Julian Alaphilippe   | Julian Alaphilippe |
| 4    | 9 lip  | Reims – Nancy                               | płaski                     | 213,5        | Elia Viviani         | Julian Alaphilippe |
| 5    | 10 lip | Saint-Dié-des-Vosges – Colmar               | pagórkowaty                | 175,5        | Peter Sagan          | Julian Alaphilippe |
| 6    | 11 lip | Miluza – Planche des Belles Filles          | górski                     | 160,5        | Dylan Teuns          | Giulio Ciccone     |
| 7    | 12 lip | Belfort – Chalon-sur-Saône                  | płaski                     | 230          | Dylan Groenewegen    | Giulio Ciccone     |
| 8    | 13 lip | Mâcon – Saint-Étienne                       | pagórkowaty                | 200          | Thomas De Gendt      | Julian Alaphilippe |
| 9    | 14 lip | Saint-Étienne – Brioude                     | pagórkowaty                | 170,5        | Daryl Impey          | Julian Alaphilippe |
| 10   | 15 lip | Saint-Flour – Albi                          | płaski                     | 217,5        | Wout van Aert        | Julian Alaphilippe |
| 11   | 17 lip | Albi – Tuluza                               | płaski                     | 167          | Caleb Ewan           | Julian Alaphilippe |
| 12   | 18 lip | Tuluza – Bagnères-de-Bigorre                | górski                     | 209,5        | Simon Yates          | Julian Alaphilippe |
| 13   | 19 lip | Pau – Pau                                   | jazda indywidualna na czas | 27,2         | Julian Alaphilippe   | Julian Alaphilippe |
| 14   | 20 lip | Tarbes – Col du Tourmalet                   | górski                     | 117,5        | Thibaut Pinot        | Julian Alaphilippe |
| 15   | 21 lip | Limoux – Foix                               | górski                     | 185          | Simon Yates          | Julian Alaphilippe |
| 16   | 23 lip | Nîmes – Nîmes                               | płaski                     | 177          | Caleb Ewan           | Julian Alaphilippe |
| 17   | 24 lip | Akwedukt Pont-du-Gard – Gap                 | pagórkowaty                | 200          | Matteo Trentin       | Julian Alaphilippe |
| 18   | 25 lip | Embrun – Valloire                           | górski                     | 208          | Nairo Quintana       | Julian Alaphilippe |
| 19   | 26 lip | Saint-Jean-de-Maurienne – Przełęcz l'Iseran | górski                     | 89           | etap zneutralizowany | Egan Bernal        |
| 20   | 27 lip | Albertville – Val Thorens                   | górski                     | 59,5         | Vincenzo Nibali      | Egan Bernal        |
| 21   | 28 lip | Rambouillet – Paryż                         | płaski                     | 128          | Caleb Ewan           | Egan Bernal        |

## Klasyfikacje końcowe

### Klasyfikacja generalna
| \| Klasyfikacja generalna \| Klasyfikacja generalna \| Klasyfikacja generalna \| Klasyfikacja generalna \| Klasyfikacja generalna \| \| Kolarz \| Kolarz \| Państwo \| Drużyna \| Czas \| \| ---------------------- \| ---------------------- \| ---------------------- \| -------------------------- \| ---------------------- \| \| 1. \| Egan Bernal \| Kolumbia \| Team Ineos \| 82h 57' 00" \| \| 2. \| Geraint Thomas \| Wielka Brytania \| Team Ineos \| + 1' 11" \| \| 3. \| Steven Kruijswijk \| Holandia \| Team Jumbo-Visma \| + 1' 31" \| \| 4. \| Emanuel Buchmann \| Niemcy \| Bora-Hansgrohe \| + 1' 56" \| \| 5. \| Julian Alaphilippe \| Francja \| Deceuninck-Quick Step \| + 4' 05" \| \| 6. \| Mikel Landa \| Hiszpania \| Movistar Team \| + 4' 23" \| \| 7. \| Rigoberto Urán \| Kolumbia \| EF Education First \| + 5' 15" \| \| 8. \| Nairo Quintana \| Kolumbia \| Movistar Team \| + 5' 30" \| \| 9. \| Alejandro Valverde \| Hiszpania \| Movistar Team \| + 6' 12" \| \| 10. \| Warren Barguil \| Francja \| Arkéa-Samsic \| + 7' 32" \| \| 11. \| Richie Porte \| Australia \| Trek-Segafredo \| + 12' 42" \| \| 12. \| Guillaume Martin \| Francja \| Wanty-Gobert \| + 22' 08" \| \| 13. \| David Gaudu \| Francja \| Groupama-FDJ \| + 23' 58" \| \| 14. \| Fabio Aru \| Włochy \| UAE Team Emirates \| + 27' 36" \| \| 15. \| Romain Bardet \| Francja \| AG2R La Mondiale \| + 30' 23" \| \| 16. \| Roman Kreuziger \| Czechy \| Dimension Data \| + 36' 09" \| \| 17. \| Sébastien Reichenbach \| Szwajcaria \| Groupama-FDJ \| + 44' 29" \| \| 18. \| Daniel Martin \| Irlandia \| UAE Team Emirates \| + 45' 21" \| \| 19. \| Aleksiej Łucenko \| Kazachstan \| Astana \| + 48' 52" \| \| 20. \| Jesús Herrada \| Hiszpania \| Cofidis, Solutions Crédits \| + 51' 57" \| \| 21. \| Xandro Meurisse \| Belgia \| Wanty-Gobert \| + 56' 47" \| \| 22. \| Enric Mas \| Hiszpania \| Deceuninck-Quick Step \| + 58' 20" \| \| 23. \| Laurens De Plus \| Belgia \| Team Jumbo-Visma \| + 1h 02' 44" \| \| 24. \| George Bennett \| Nowa Zelandia \| Team Jumbo-Visma \| + 1h 04' 40" \| \| 25. \| Gregor Mühlberger \| Austria \| Bora-Hansgrohe \| + 1h 04' 40" \| |                       |                 |                            |              |
| |                       |                 |                            |              |
| Źródło: ProCyclingStats |                       |                 |                            |              |
| Klasyfikacja generalna |                       |                 |                            |              |
| Kolarz | Kolarz                | Państwo         | Drużyna                    | Czas         |
| 1. | Egan Bernal           | Kolumbia        | Team Ineos                 | 82h 57' 00"  |
| 2. | Geraint Thomas        | Wielka Brytania | Team Ineos                 | + 1' 11"     |
| 3. | Steven Kruijswijk     | Holandia        | Team Jumbo-Visma           | + 1' 31"     |
| 4. | Emanuel Buchmann      | Niemcy          | Bora-Hansgrohe             | + 1' 56"     |
| 5. | Julian Alaphilippe    | Francja         | Deceuninck-Quick Step      | + 4' 05"     |
| 6. | Mikel Landa           | Hiszpania       | Movistar Team              | + 4' 23"     |
| 7. | Rigoberto Urán        | Kolumbia        | EF Education First         | + 5' 15"     |
| 8. | Nairo Quintana        | Kolumbia        | Movistar Team              | + 5' 30"     |
| 9. | Alejandro Valverde    | Hiszpania       | Movistar Team              | + 6' 12"     |
| 10. | Warren Barguil        | Francja         | Arkéa-Samsic               | + 7' 32"     |
| 11. | Richie Porte          | Australia       | Trek-Segafredo             | + 12' 42"    |
| 12. | Guillaume Martin      | Francja         | Wanty-Gobert               | + 22' 08"    |
| 13. | David Gaudu           | Francja         | Groupama-FDJ               | + 23' 58"    |
| 14. | Fabio Aru             | Włochy          | UAE Team Emirates          | + 27' 36"    |
| 15. | Romain Bardet         | Francja         | AG2R La Mondiale           | + 30' 23"    |
| 16. | Roman Kreuziger       | Czechy          | Dimension Data             | + 36' 09"    |
| 17. | Sébastien Reichenbach | Szwajcaria      | Groupama-FDJ               | + 44' 29"    |
| 18. | Daniel Martin         | Irlandia        | UAE Team Emirates          | + 45' 21"    |
| 19. | Aleksiej Łucenko      | Kazachstan      | Astana                     | + 48' 52"    |
| 20. | Jesús Herrada         | Hiszpania       | Cofidis, Solutions Crédits | + 51' 57"    |
| 21. | Xandro Meurisse       | Belgia          | Wanty-Gobert               | + 56' 47"    |
| 22. | Enric Mas             | Hiszpania       | Deceuninck-Quick Step      | + 58' 20"    |
| 23. | Laurens De Plus       | Belgia          | Team Jumbo-Visma           | + 1h 02' 44" |
| 24. | George Bennett        | Nowa Zelandia   | Team Jumbo-Visma           | + 1h 04' 40" |
| 25. | Gregor Mühlberger     | Austria         | Bora-Hansgrohe             | + 1h 04' 40" |

| Klasyfikacja punktowa | Klasyfikacja punktowa | Klasyfikacja punktowa | Klasyfikacja punktowa | Klasyfikacja punktowa |
| Kolarz                | Kolarz                | Państwo               | Drużyna               | Punkty                |
| --------------------- | --------------------- | --------------------- | --------------------- | --------------------- |
| 1.                    | Peter Sagan           | Słowacja              | Bora-Hansgrohe        | 316 pkt               |
| 2.                    | Caleb Ewan            | Australia             | Lotto-Soudal          | 248 pkt               |
| 3.                    | Elia Viviani          | Włochy                | Deceuninck-Quick Step | 224 pkt               |
| 4.                    | Sonny Colbrelli       | Włochy                | Bahrain-Merida        | 209 pkt               |
| 5.                    | Michael Matthews      | Australia             | Team Sunweb           | 201 pkt               |
| 6.                    | Matteo Trentin        | Włochy                | Mitchelton-Scott      | 192 pkt               |
| 7.                    | Jasper Stuyven        | Belgia                | Trek-Segafredo        | 167 pkt               |
| 8.                    | Greg Van Avermaet     | Belgia                | CCC Team              | 149 pkt               |
| 9.                    | Dylan Groenewegen     | Holandia              | Team Jumbo-Visma      | 146 pkt               |
| 10.                   | Julian Alaphilippe    | Francja               | Deceuninck-Quick Step | 119 pkt               |

| Klasyfikacja punktowa | Klasyfikacja punktowa | Klasyfikacja punktowa | Klasyfikacja punktowa | Klasyfikacja punktowa |
| Kolarz                | Kolarz                | Państwo               | Drużyna               | Punkty                |
| --------------------- | --------------------- | --------------------- | --------------------- | --------------------- |
| 1.                    | Peter Sagan           | Słowacja              | Bora-Hansgrohe        | 316 pkt               |
| 2.                    | Caleb Ewan            | Australia             | Lotto-Soudal          | 248 pkt               |
| 3.                    | Elia Viviani          | Włochy                | Deceuninck-Quick Step | 224 pkt               |
| 4.                    | Sonny Colbrelli       | Włochy                | Bahrain-Merida        | 209 pkt               |
| 5.                    | Michael Matthews      | Australia             | Team Sunweb           | 201 pkt               |
| 6.                    | Matteo Trentin        | Włochy                | Mitchelton-Scott      | 192 pkt               |
| 7.                    | Jasper Stuyven        | Belgia                | Trek-Segafredo        | 167 pkt               |
| 8.                    | Greg Van Avermaet     | Belgia                | CCC Team              | 149 pkt               |
| 9.                    | Dylan Groenewegen     | Holandia              | Team Jumbo-Visma      | 146 pkt               |
| 10.                   | Julian Alaphilippe    | Francja               | Deceuninck-Quick Step | 119 pkt               |

| Klasyfikacja górska | Klasyfikacja górska | Klasyfikacja górska | Klasyfikacja górska | Klasyfikacja górska |
| Kolarz              | Kolarz              | Państwo             | Drużyna             | Punkty              |
| ------------------- | ------------------- | ------------------- | ------------------- | ------------------- |
| 1.                  | Romain Bardet       | Francja             | AG2R La Mondiale    | 86 pkt              |
| 2.                  | Egan Bernal         | Kolumbia            | Team Ineos          | 78 pkt              |
| 3.                  | Tim Wellens         | Belgia              | Lotto-Soudal        | 75 pkt              |
| 4.                  | Damiano Caruso      | Włochy              | Bahrain-Merida      | 67 pkt              |
| 5.                  | Vincenzo Nibali     | Włochy              | Bahrain-Merida      | 59 pkt              |
| 6.                  | Simon Yates         | Wielka Brytania     | Mitchelton-Scott    | 59 pkt              |
| 7.                  | Nairo Quintana      | Kolumbia            | Movistar Team       | 58 pkt              |
| 8.                  | Aleksiej Łucenko    | Kazachstan          | Astana              | 45 pkt              |
| 9.                  | Steven Kruijswijk   | Holandia            | Team Jumbo-Visma    | 44 pkt              |
| 10.                 | Mikel Landa         | Hiszpania           | Movistar Team       | 42 pkt              |

| Klasyfikacja górska | Klasyfikacja górska | Klasyfikacja górska | Klasyfikacja górska | Klasyfikacja górska |
| Kolarz              | Kolarz              | Państwo             | Drużyna             | Punkty              |
| ------------------- | ------------------- | ------------------- | ------------------- | ------------------- |
| 1.                  | Romain Bardet       | Francja             | AG2R La Mondiale    | 86 pkt              |
| 2.                  | Egan Bernal         | Kolumbia            | Team Ineos          | 78 pkt              |
| 3.                  | Tim Wellens         | Belgia              | Lotto-Soudal        | 75 pkt              |
| 4.                  | Damiano Caruso      | Włochy              | Bahrain-Merida      | 67 pkt              |
| 5.                  | Vincenzo Nibali     | Włochy              | Bahrain-Merida      | 59 pkt              |
| 6.                  | Simon Yates         | Wielka Brytania     | Mitchelton-Scott    | 59 pkt              |
| 7.                  | Nairo Quintana      | Kolumbia            | Movistar Team       | 58 pkt              |
| 8.                  | Aleksiej Łucenko    | Kazachstan          | Astana              | 45 pkt              |
| 9.                  | Steven Kruijswijk   | Holandia            | Team Jumbo-Visma    | 44 pkt              |
| 10.                 | Mikel Landa         | Hiszpania           | Movistar Team       | 42 pkt              |

| Klasyfikacja młodzieżowa | Klasyfikacja młodzieżowa | Klasyfikacja młodzieżowa | Klasyfikacja młodzieżowa | Klasyfikacja młodzieżowa |
| Kolarz                   | Kolarz                   | Państwo                  | Drużyna                  | Czas                     |
| ------------------------ | ------------------------ | ------------------------ | ------------------------ | ------------------------ |
| 1.                       | Egan Bernal              | Kolumbia                 | Team Ineos               | 82h 57' 00"              |
| 2.                       | David Gaudu              | Francja                  | Groupama-FDJ             | + 23' 58"                |
| 3.                       | Enric Mas                | Hiszpania                | Deceuninck-Quick Step    | + 58' 20"                |
| 4.                       | Laurens De Plus          | Belgia                   | Team Jumbo-Visma         | + 1h 02' 44"             |
| 5.                       | Gregor Mühlberger        | Austria                  | Bora-Hansgrohe           | + 1h 04' 40"             |
| 6.                       | Giulio Ciccone           | Włochy                   | Trek-Segafredo           | + 1h 20' 49"             |
| 7.                       | Lennard Kämna            | Niemcy                   | Team Sunweb              | + 1h 39' 36"             |
| 8.                       | Tiesj Benoot             | Belgia                   | Lotto-Soudal             | + 2h 07' 28"             |
| 9.                       | Nils Politt              | Niemcy                   | Katusha-Alpecin          | + 2h 14' 28"             |
| 10.                      | Élie Gesbert             | Francja                  | Arkéa-Samsic             | + 2h 33' 02"             |

| Klasyfikacja młodzieżowa | Klasyfikacja młodzieżowa | Klasyfikacja młodzieżowa | Klasyfikacja młodzieżowa | Klasyfikacja młodzieżowa |
| Kolarz                   | Kolarz                   | Państwo                  | Drużyna                  | Czas                     |
| ------------------------ | ------------------------ | ------------------------ | ------------------------ | ------------------------ |
| 1.                       | Egan Bernal              | Kolumbia                 | Team Ineos               | 82h 57' 00"              |
| 2.                       | David Gaudu              | Francja                  | Groupama-FDJ             | + 23' 58"                |
| 3.                       | Enric Mas                | Hiszpania                | Deceuninck-Quick Step    | + 58' 20"                |
| 4.                       | Laurens De Plus          | Belgia                   | Team Jumbo-Visma         | + 1h 02' 44"             |
| 5.                       | Gregor Mühlberger        | Austria                  | Bora-Hansgrohe           | + 1h 04' 40"             |
| 6.                       | Giulio Ciccone           | Włochy                   | Trek-Segafredo           | + 1h 20' 49"             |
| 7.                       | Lennard Kämna            | Niemcy                   | Team Sunweb              | + 1h 39' 36"             |
| 8.                       | Tiesj Benoot             | Belgia                   | Lotto-Soudal             | + 2h 07' 28"             |
| 9.                       | Nils Politt              | Niemcy                   | Katusha-Alpecin          | + 2h 14' 28"             |
| 10.                      | Élie Gesbert             | Francja                  | Arkéa-Samsic             | + 2h 33' 02"             |

| Klasyfikacja drużynowa | Klasyfikacja drużynowa | Klasyfikacja drużynowa       | Klasyfikacja drużynowa |
| Drużyna                | Drużyna                | Państwo                      | Czas                   |
| ---------------------- | ---------------------- | ---------------------------- | ---------------------- |
| 1.                     | Movistar Team          | Hiszpania                    | 248h 58' 15"           |
| 2.                     | Trek-Segafredo         | Stany Zjednoczone            | + 47' 54"              |
| 3.                     | Ineos                  | Wielka Brytania              | + 57' 52"              |
| 4.                     | EF Education First     | Stany Zjednoczone            | + 1h 25' 57"           |
| 5.                     | Bora-hansgrohe         | Niemcy                       | + 1h 29' 30"           |
| 6.                     | Groupama-FDJ           | Francja                      | + 1h 42' 29"           |
| 7.                     | Team Jumbo-Visma       | Holandia                     | + 1h 52' 55"           |
| 8.                     | AG2R La Mondiale       | Francja                      | + 2h 08' 17"           |
| 9.                     | UAE Team Emirates      | Zjednoczone Emiraty Arabskie | + 2h 10' 32"           |
| 10.                    | Astana                 | Kazachstan                   | + 2h 27' 37"           |

| Klasyfikacja drużynowa | Klasyfikacja drużynowa | Klasyfikacja drużynowa       | Klasyfikacja drużynowa |
| Drużyna                | Drużyna                | Państwo                      | Czas                   |
| ---------------------- | ---------------------- | ---------------------------- | ---------------------- |
| 1.                     | Movistar Team          | Hiszpania                    | 248h 58' 15"           |
| 2.                     | Trek-Segafredo         | Stany Zjednoczone            | + 47' 54"              |
| 3.                     | Ineos                  | Wielka Brytania              | + 57' 52"              |
| 4.                     | EF Education First     | Stany Zjednoczone            | + 1h 25' 57"           |
| 5.                     | Bora-hansgrohe         | Niemcy                       | + 1h 29' 30"           |
| 6.                     | Groupama-FDJ           | Francja                      | + 1h 42' 29"           |
| 7.                     | Team Jumbo-Visma       | Holandia                     | + 1h 52' 55"           |
| 8.                     | AG2R La Mondiale       | Francja                      | + 2h 08' 17"           |
| 9.                     | UAE Team Emirates      | Zjednoczone Emiraty Arabskie | + 2h 10' 32"           |
| 10.                    | Astana                 | Kazachstan                   | + 2h 27' 37"           |

## Liderzy klasyfikacji po etapach
| Etap                 | Zwycięzca etapu      | Klasyfikacja generalna | Klasyfikacja punktowa | Klasyfikacja górska | Klasyfikacja młodzieżowa | Klasyfikacja drużynowa | Najaktywniejszy kolarz etapu |
| -------------------- | -------------------- | ---------------------- | --------------------- | ------------------- | ------------------------ | ---------------------- | ---------------------------- |
| 1                    | Mike Teunissen       | Mike Teunissen         | Mike Teunissen        | Greg Van Avermaet   | Caleb Ewan               | Team Jumbo-Visma       | Stéphane Rossetto            |
| 2                    | Team Jumbo-Visma     | Mike Teunissen         | Mike Teunissen        | Greg Van Avermaet   | Wout Van Aert            | Team Jumbo-Visma       | -                            |
| 3                    | Julian Alaphilippe   | Julian Alaphilippe     | Peter Sagan           | Tim Wellens         | Wout Van Aert            | Team Jumbo-Visma       | Tim Wellens                  |
| 4                    | Elia Viviani         | Julian Alaphilippe     | Peter Sagan           | Tim Wellens         | Wout Van Aert            | Team Jumbo-Visma       | Michael Schär                |
| 5                    | Peter Sagan          | Julian Alaphilippe     | Peter Sagan           | Tim Wellens         | Wout Van Aert            | Team Jumbo-Visma       | Toms Skujiņš                 |
| 6                    | Dylan Teuns          | Giulio Ciccone         | Peter Sagan           | Tim Wellens         | Giulio Ciccone           | Trek-Segafredo         | Tim Wellens                  |
| 7                    | Dylan Groenewegen    | Giulio Ciccone         | Peter Sagan           | Tim Wellens         | Giulio Ciccone           | Trek-Segafredo         | Yoann Offredo                |
| 8                    | Thomas De Gendt      | Julian Alaphilippe     | Peter Sagan           | Tim Wellens         | Giulio Ciccone           | Trek-Segafredo         | Thomas De Gendt              |
| 9                    | Daryl Impey          | Julian Alaphilippe     | Peter Sagan           | Tim Wellens         | Giulio Ciccone           | Trek-Segafredo         | Tiesj Benoot                 |
| 10                   | Wout Van Aert        | Julian Alaphilippe     | Peter Sagan           | Tim Wellens         | Egan Bernal              | Movistar Team          | Natnael Berhane              |
| 11                   | Caleb Ewan           | Julian Alaphilippe     | Peter Sagan           | Tim Wellens         | Egan Bernal              | Movistar Team          | Aimé De Gendt                |
| 12                   | Simon Yates          | Julian Alaphilippe     | Peter Sagan           | Tim Wellens         | Egan Bernal              | Trek-Segafredo         | Matteo Trentin               |
| 13                   | Julian Alaphilippe   | Julian Alaphilippe     | Peter Sagan           | Tim Wellens         | Enric Mas                | Trek-Segafredo         | -                            |
| 14                   | Thibaut Pinot        | Julian Alaphilippe     | Peter Sagan           | Tim Wellens         | Egan Bernal              | Movistar Team          | Élie Gesbert                 |
| 15                   | Simon Yates          | Julian Alaphilippe     | Peter Sagan           | Tim Wellens         | Egan Bernal              | Movistar Team          | Mikel Landa                  |
| 16                   | Caleb Ewan           | Julian Alaphilippe     | Peter Sagan           | Tim Wellens         | Egan Bernal              | Movistar Team          | Alexis Gougeard              |
| 17                   | Matteo Trentin       | Julian Alaphilippe     | Peter Sagan           | Tim Wellens         | Egan Bernal              | Trek-Segafredo         | Matteo Trentin               |
| 18                   | Nairo Quintana       | Julian Alaphilippe     | Peter Sagan           | Romain Bardet       | Egan Bernal              | Movistar Team          | Greg Van Avermaet            |
| 19                   | -                    | Egan Bernal            | Peter Sagan           | Romain Bardet       | Egan Bernal              | Movistar Team          | -                            |
| 20                   | Vincenzo Nibali      | Egan Bernal            | Peter Sagan           | Romain Bardet       | Egan Bernal              | Movistar Team          | Vincenzo Nibali              |
| 21                   | Caleb Ewan           | Egan Bernal            | Peter Sagan           | Romain Bardet       | Egan Bernal              | Movistar Team          | -                            |
| Klasyfikacja końcowa | Klasyfikacja końcowa | Egan Bernal            | Peter Sagan           | Romain Bardet       | Egan Bernal              | Movistar Team          | Julian Alaphilippe           |

## Bonifikaty
Bonifikaty czasowe do klasyfikacji generalnej można było zdobywać na metach etapów (poza etapami drużynowej i indywidualnej jazdy na czas) i na niektórych podjazdach.
| Rodzaj bonifikaty       | Miejsce | Miejsce | Miejsce |
| ----------------------- | ------- | ------- | ------- |
| Rodzaj bonifikaty       | 1.      | 2.      | 3.      |
| Na mecie etapu          | 10      | 6       | 4       |
| Na wybranych podjazdach | 8       | 5       | 2       |

| Etap | Podjazd              |
| ---- | -------------------- |
| 3    | côte de Mutigny      |
| 6    | col des Chevrères    |
| 8    | côte de la Jaillière |
| 9    | côte de Saint-Just   |
| 12   | Hourquette d’Ancizan |
| 15   | Mur de Péguère       |
| 18   | col du Galibier      |
| 19   | col de l’Iseran      |

## Żółta koszulka
W 2019 przypada setna rocznica wprowadzenia żółtej koszulki lidera klasyfikacji generalnej, której użyto po raz pierwszy 19 lipca 1919. Z tej okazji każdego dnia lider nosił koszulkę z innym wzorem nawiązującym do historii wyścigu.
| Etap | Wzór                                                             |
| ---- | ---------------------------------------------------------------- |
| 2    | Atomium                                                          |
| 3    | Eddy Merckx                                                      |
| 4    | Katedra w Reims                                                  |
| 5    | Jacques Anquetil                                                 |
| 6    | Peleton                                                          |
| 7    | Lew Belfortu                                                     |
| 8    | Bernard Hinault                                                  |
| 9    | Stade Geoffroy-Guichard                                          |
| 10   | Katedra św. Cecylii w Albi                                       |
| 11   | Jacques Anquetil, Eddy Merckx, Bernard Hinault i Miguel Indurain |
| 12   | Place du Capitole w Tuluzie                                      |
| 13   | Eugène Christophe                                                |
| 14   | Col du Tourmalet                                                 |
| 15   | Miguel Indurain                                                  |
| 16   | Amfiteatr w Nîmes                                                |
| 17   | Pont du Gard                                                     |
| 18   | Col du Galibier                                                  |
| 19   | Col de l’Iseran                                                  |
| 20   | Górski krajobraz                                                 |
| 21   | Łuk Triumfalny w Paryżu                                          |